# Fränkisch-Crumbach
Fränkisch-Crumbach est une municipalité allemande située dans le land de la Hesse et l'arrondissement de l'Odenwald.

## Source
- (de) Cet article est partiellement ou en totalité issu de l’article de Wikipédia en allemand intitulé « Fränkisch-Crumbach » (voir la liste des auteurs).